# 2016年澎湖縣博弈公民投票
2016年澎湖縣博弈公民投票，是指中華民國澎湖縣是否設置博弈特區的公民投票，是當地對該項議題自2009年以來的第二次投票。公投於2016年10月15日進行，是《公民投票法》立法以來第四個地方性公民投票。投票的結果為否決，同意票6210票、不同意票2萬6598票、無效票216票。

## 成案經過
2015年7月，澎湖國際化推動聯盟送交4000多份公投連署書至澎湖縣政府公投審議委員會。10月30日審議通過。
12月30日，行政院核定，進入第2階段公投連署。
2016年3月，澎湖國際化推動聯盟正式展開公投連署作業。
3月19日，澎湖縣反賭場聯盟由傅靜凡擔任臨時召集人，開始組織聯盟。
8月6日，澎湖縣選舉委員會公告宣布澎湖縣地方性公民投票案第二案成立，主文「您是否同意澎湖設置國際觀光度假區附設觀光賭場？」。
8月15日，澎湖縣反賭場聯盟登記成為反方代表但拒絕參加說明會，抗議說明會太過急就章，並質疑縣府的立場。並由吳雙澤擔任執行長，進行反賭場運動。
8月18日，澎湖青年陣線的召集人冼義哲、成員劉翊暘以及澎湖縣縣政顧問郁國麟現身說明會，表示反對設立賭場。

## 正反雙方代表
正方代表
- 澎湖新希望聯盟
- 澎湖國際化推動聯盟

反方代表
- 澎湖縣反賭場聯盟
- 澎湖青年陣線

## 各政黨立場

### 民進黨
9月6日，民主進步黨發言人黃適卓表示，民進黨反對澎湖博弈。支持用公投拒絕澎湖設置賭場。
9月26日，民進黨立法委員吳玉琴與陳曼麗在立法院前召開記者會。吳玉琴表示，民進黨反對設置任何賭場，不會讓已被撤回的《博弈法》通過。陳曼麗則敘述了她過去於澳門、新加坡等地區的賭場考察經驗，並表示反對賭場設置。

### 第三勢力
根據台灣反賭博合法化聯盟公布的資料顯示，2016年立法委員候選人共有26位立委候選人加入「反賭場承諾書」連署。其中，綠黨社會民主黨聯盟和樹黨共20人加入連署，時代力量與自由台灣黨各有1人，無黨籍立委參選人周芳如也有加入。

## 結果
|          |            | 數                             | %                              | 占選舉人數％                   |
| -------- | ---------- | ------------------------------ | ------------------------------ | ------------------------------ |
|          | 同意票數   | 6,210                          | 18.93                          | 7.44                           |
|          | 不同意票數 | 26,598                         | 81.07                          | 31.87                          |
| 有效票數 | 有效票數   | 32,808                         | 98.24                          | 39.31                          |
| 無效票數 | 無效票數   | 589                            | 1.76                           | 0.71                           |
| 總投票數 | 總投票數   | 33,397                         | 100.00                         | 40.01                          |
| 選舉人數 | 選舉人數   | 83,469                         | 100.00                         | 100.00                         |
| 結果     | 結果       | 否決（同意票數小於不同意票數） | 否決（同意票數小於不同意票數） | 否決（同意票數小於不同意票數） |

## 資料來源
1. ↑   . 维基文库 （繁體中文）. 公民投票案投票結果，應經有效投票數超過二分之一同意，投票人數不受縣（市）投票權人總數二分之一以上之限制。
2. ↑  . 中央通訊社. 2016-08-22  [2016-09-28]. （原始内容存档于2016-09-27） （中文（繁體））.
3. ↑  劉禹慶; 洪臣宏. . 自由時報. 2016-10-16  [2022-11-16]. （原始内容存档于2022-12-11） （中文（繁體））.
4. ↑  . 中央通訊社. 2016-10-15  [2022-11-16]. （原始内容存档于2022-11-16） （中文（繁體））.
5. ↑  蕭軒. . 大紀元. 2016-10-18  [2022-11-16]. （原始内容存档于2022-11-16） （中文（繁體））.
6. 1 2 3  . 中時新聞網. 中央通訊社. 2016-03-06  [2016-03-22] （中文（繁體））.
7. ↑  劉禹慶. . 自由時報. 2016-03-19  [2016-09-29]. （原始内容存档于2016-10-02） （中文（繁體））.
8. ↑  . 澎湖縣選舉委員會.   [2020-08-13]. （原始内容存档于2019-06-26） （中文（繁體））.
9. ↑  劉禹慶. . 自由時報. 2016-08-15  [2016-09-29]. （原始内容存档于2016-10-02） （中文（繁體））.
10. ↑  劉禹慶. . 自由時報. 2016-08-18  [2016-09-29]. （原始内容存档于2016-10-02） （中文（繁體））.
11. ↑  . 民主進步黨. 2016-09-06  [2016-09-30]. （原始内容存档于2016-10-01） （中文（繁體））.
12. ↑  陳炳宏. . 自由時報. 2015-12-29  [2016-09-30]. （原始内容存档于2016-10-02） （中文（繁體））.

## 外部連結
- 澎湖縣選舉委員會（页面存档备份，存于）
- 中華民國中央選舉委員會（页面存档备份，存于）